# 華鬼
『華鬼』（はなおに）は、梨沙による日本のライトノベル。イラストはカズキヨネが担当している。個人サイトにて公開されていたオンライン小説を、レガロシリーズ（イースト・プレス）にて書籍化し、2007年7月から2011年3月まで刊行された。2017年9月より講談社文庫（講談社）より文庫版が刊行されている。2010年4月時点で累計部数は30万部を突破している。
メディアミックスとして、2009年に映画化、2010年には舞台化、2011年にはゲーム化・ドラマCD化もされている。

## ストーリー
十六年前に鬼の花嫁としての印を刻まれた神無に、十六歳の誕生日の朝、『鬼ヶ里高校』から使者が出向く。神無は鬼のトップで鬼頭、しかも鬼ヶ里の生徒会長・木藤華鬼の花嫁だった。一方華鬼は、自分の花嫁にもかかわらず、神無に殺意と憎悪を抱いていた。華鬼から神無を守る為、彼の庇護翼である光晴、麗二、水羽は神無に求愛する。前代未聞の花嫁となった神無だが、彼女を狙う敵も現れる。

## 登場人物
朝霧神無（あさぎり かんな）
本作の主人公。華鬼の花嫁。外見はごく普通の少女。16歳。
刻印を刻まれたことで、美人ではないが無自覚に男のみを魅了してしまう体質を持つ(鬼の花嫁の刻印は男を惑わす芳香を放っており、鬼の強さに比例して強くなる。鬼の頂点である鬼頭の華鬼の刻印はどの花嫁の刻印よりも数段上の芳香を放っていた）
鬼の花嫁は容姿端麗の女子が多いが容姿も平均的なものであった事もあり周りの女性から妬まれ、加え華鬼自身が花嫁を選定していた事を庇護翼(三翼）に伝えなかったことにより守られることもなく、幼少期より鬼ヶ里に来るまでの間男性から何度も襲われかけるなど悲惨な人生を歩んできた。
自殺願望があり、感情を表に出すのが苦手かつ自らを大切にしない自虐的な性格。襲われたときは自らの体を傷付けることで身を守ってきた。精神的なストレスから身体の成長が止まり、16歳になるまで初潮すら迎えていなかった。
16歳になった日に光晴に連れられ、鬼ヶ里へ鬼の花嫁として迎えられる。最初は華鬼に殺意を向けられていた。だが、華鬼の心の奥底にあった孤独を感じとり、少しずつ華鬼にも心を開いて行く。三翼に守られつつ次第に笑顔を取り戻し、華鬼との距離が縮まり遂に華鬼と結ばれた。
鬼ヶ里に来てから約一年後に『竜希』という名の息子を、その後の続編にて男女の双子である『神楽』と『華』をもうける。
更に異例の第四子を授かるが、敵の襲撃から幼い華を身を呈して守ったために、現在は不規則な眠りと目覚めを繰り返している。
また、その時の怪我で華鬼の血液を輸血した影響なのか、眠っている間歳を取らず、神無が身ごもっている子供もほとんど成長が止まった状態にある。
木籐華鬼（きとう かき）
現鬼頭で鬼ヶ里高校の生徒会長。神無に印を刻んだ男。年齢は92歳。鬼の頭の名を冠するため、華鬼が鬼頭になったことに不満を抱く輩から命を狙われ、他の鬼の花嫁からの媚びにも嫌気が差しているため人を寄せ付けない孤高の鬼。
全身に前述の不満を抱く輩によって付けられた傷が存在する。
『鬼頭』の名に群がる者全てを拒絶していたため当初は神無に対しても殺意を抱いていた。しかし次第に神無の見返りを望まない献身的な愛情に惹かれはじめる。
神無への愛情を自覚した後は、強い鬼の習性通り、神無を慈しみ深く愛するようになる。また常に神無に触れ、独占欲もあらわにするようになった。
神無が鬼ヶ里に来て約一年後には神無との息子が生まれる。
響に対する警戒は変わっていないが、桃子が神無の支えになると判断し、現在は互いに停戦状態。
神無が襲われたことによる敵への憎しみはあるが、家族を想うが故に行動を取れずにいる。
高槻麗二（たかつき れいじ）
鬼と鬼の花嫁の護衛役たる『庇護翼』、その中でも鬼頭の庇護翼である『三翼』の内の1人。400歳以上500歳以下とのこと。
鬼ヶ里高校の保健医で、佐原もえぎという花嫁がいるが、二人の間に子供はいない。
もえぎの前にも6人の花嫁を娶っており、子供が15人ほどいる。 麗二の庇護翼の一樹は12番目の子供で、拓海は15番目の子供である。
物静かに見えるが、笑いながら怒っていることもある。
幅広い人脈を持ち、また校医だけではなく、様々な「顔」を持っている。「智」の2つ名持ち。
士都麻光晴（しづま みつあき）
三翼の1人。眼鏡をかけた独特な関西弁を話すお調子者。三翼の中では、神無のことを一番大事に考えている。年齢は217歳。
神無にプロポーズをしたが、最終的に神無が華鬼を選んだためフラれた。
卒業後は傷心旅行も兼ねて気ままに世界を旅するなどしていたが、神無が『鬼の女児』を生んだことで、再び戦いに巻き込まれることとなる。
子供ができない体質で、自身の花嫁が別の鬼のもとに嫁がざるをえなくなった過去を持つ。そのため「花嫁は幸せになるべき」という考えを持っている。
水羽の庇護翼である双子の森園風太・雷太は、元は光晴の花嫁だった少女が生んだ子で、光晴が名前を付けた。
また光晴自身も元々は双子だったが、弟は生まれてくることができなかったため、弟『光明』の呼び名が充てられた。「剛」の2つ名持ち。
早咲水羽（はやさき みなは）
三翼の1人。女の子と間違われるほどの美少年。三翼の中では一番若く33歳。
ぬいぐるみが好きで、部屋にはぬいぐるみが大量に置かれている。
幼少時に華鬼の父親の家で過ごした過去があり、華鬼の父親と水羽の父親は知り合い同士。
神無のことを大切に思う一方、華鬼の幸せも心から願っていて、彼の数少ない理解者でもある。
母が妊娠中に殺害され、父によって遺体の腹から取り出された、という過去を持つ。「隼」の2つ名持ち。
堀川響（ほりかわ ひびき）
前鬼頭の息子で、一見人当たりが良く爽やかな美青年だが、実際は残忍な性格。
父親は鬼頭の在名中に華鬼が生まれたことで鬼頭の名を継ぐ者が2人になり、一族が分裂することを恐れ、一族のことを考え自殺。そのため父親を自殺に追い込んだ一族と華鬼を恨んでいる。
事あるごとに華鬼に対して挑発的な行動をとり神無のクラスメイト土佐塚桃子と結託し、また幾度となく神無を恐怖に陥れた。土佐塚桃子に対しては協力関係を結んだことがきっかけで桃子を気に入っており最終的には彼女を花嫁にしている。現在も華鬼のことを狙っているらしいが、響曰く、｢桃子に手がかかるので、休戦状態」とのこと。華鬼は無視しているが、頻繁にメールを送って、華鬼に対して｢嫌がらせ」はしている様子。
華鬼との対決の後、自身の看護の名目で桃子と生活を始めるが、愛情表現の分かりにくさや、印を刻んでいなかったことから（実際は桃子を守るため）好意はいまひとつ伝わっていなかった。様々な策を弄し紆余曲折を経て結ばれ、二人の間には『京也』という息子が生まれる。
響も強い鬼の習性にもれず、20年近く経っても桃子に対して深い愛情を抱いている様子が、京也の言葉から垣間見える。
また作者サイトの特別SSでは、華鬼も驚くほど『父親』としての面を見せるようになる。
貢国一（みつぎ くにいち）
前鬼頭の庇護翼で、学園では響と行動していた。
前鬼頭に対する忠誠心から華鬼に反発していたが、後に神無を危機から救出するなどし、自身の見解を改めるようになる。
後に生家（忠尚の屋敷）に出入りするようになるなど、友好関係を築く。
佐原もえぎ（さはら - ）
麗二の花嫁で女子寮の寮母さん。子供はいない。面倒見の良い優しい女性で、何かと神無の世話を焼く。
また華鬼ももえぎに対しては、神無が世話になったためか、頭が上がらないふしがある。
土佐塚桃子（とさづか ももこ）
神無のクラスメート。明るい性格で、神無と親友になろうと積極的に関わってくる。
鬼の花嫁だが神無と同じく容姿は平均的でそれにより同性からの妬まれ、特に自身の姉との関係は芳しくないことがわかっている。(桃子の姉は桃子より容姿端麗である）刻印をつけた肝心の鬼は別の花嫁と結婚して鬼ヶ里を出てしまっている。
その経験から、『鬼頭』の花嫁にして『三翼』からも大事にされている神無を内心では妬ましく思っており、友達として接している裏で響と結託して神無を陥れる算段を進めていた。しかし、神無が三翼に護られず悲惨な人生を送ってきた事を後から響から知らされ、ようやく己の過ちに気付く。
華鬼と響の戦いが終わった後は、響への看護と、再び彼が神無に危害を加えないようにと監視する為、共に鬼ヶ里を出て、神無の前から姿を消した。
響との同居後は彼からの嫌がらせ（実際には単に桃子のためを想った行動）などから自身の気持ちを自覚し、遂に響と結ばれる。その後『京也』という一人息子を生んだ。
神無とは響と結ばれる段階で和解し、連絡を取るなどして、今度は真の親友として彼女を支えている。二人の仲が良いために、子供達はお互い良好な関係を築いている。
江島四季子（えじま しきこ）
鬼の花嫁。華鬼に固執し、神無に敵対心を持つ。自分こそが華鬼の花嫁になるべきで、刻印を持つべきだと考えているほど、虚栄心が強く、危険人物（それ故に起こした行動としては、神無を殺そうとする、記憶喪失になった国一を利用して神無を襲わせる、など）。
何度も神無を陥れようとたくらむが、ハロウィンの日に桃子から連絡を受けた響に『始末』され、退学した。
渡瀬（わたせ）
鬼頭の生家、父・忠尚の庇護翼頭。婚礼時に斎主（さいしゅ、別呼びでいわいのうし）として主人公を婚礼会場に引率した男。その一件から、神無は彼のことを「うしさん」と呼んでいる。
書籍版華鬼4巻の番外編にて、初めて笑顔を見せて、華鬼と神無を驚かせた。
外尾忠尚（そとお ただなお）
華鬼の実父。鬼頭の名に執着している。
華鬼に対しては高圧的な態度が目立つが、本心では不器用ながらも息子を想い、その妻たる神無の事も気にかける優しい父親としての一面も持つ。
本家で神無と出会って以降は、彼女を通して電話で華鬼の様子を度々訊いてきている。
朝霧早苗（あさぎり さなえ）
神無の母親。結婚してから長い間子供ができずに夫を事故で亡くし、後を追おうと自殺を図るが未遂に終わる。
その後、夫との間に神無を妊娠していることを知るが、華鬼との取引により神無を辛い目に会わせることに次第に罪悪感を覚え、神無を直視できなくなる。
しかし神無に対して愛情を持っており、神無が鬼ヶ里に行った際、命をかけて鬼ヶ里に乗り込み華鬼と対峙した。
華鬼と神無が結ばれた後には華鬼とも和解し、自身も再婚して幸せな道へと踏み出している。
朝霧竜希（あさぎり　たつき）
華鬼と神無の長男。内面は最も神無の性質を受け継いでいる。
朝霧神楽（あさぎり　かぐら）
華鬼と神無の次男で、華の双子の弟。外見は華鬼に似ている。表面上は穏やかながら、笑顔で皮肉を言うなど、腹黒さを感じる一面も持つ。
また極度のシスコンで、下心を持って華に近づく男を悉く排除している。ただし、幼馴染の京也に対しては信頼を寄せている様子。
幼い頃に選定委員に襲われ、重傷を負った。その時の傷が今でも残っている。
朝霧華（あさぎり　はな）
続編『終焉とはじまりの乙女』主人公。華鬼と神無の長女で、神楽の双子の姉。
華鬼譲りの美貌と気性を持つ、鬼の一族では異例の“女”。その特異な存在により、幼い頃より常に『上』に狙われてきた。
神無を負傷させ、また学園入学後に出来た友人の心身に害をなした『凝り鬼』を殲滅するべく、華鬼の反対を押し切り『闇鬼』となる。
気は強いが表情豊かで愛嬌もあり、周囲を惹き込む魅力を持つ。
仲の良い両親のもとで育ったためか、年頃になっても神楽と一緒に風呂に入ったり同じベッドで寝ているなど、かなりのブラコン。
また、個人主義で親に対しても呼び捨てる鬼の中で両親を「パパ・ママ」と呼び、特に幼い頃から伏せがちだった神無のことを大切に思っている。
光晴に対し、何かしらの想いを抱いている場面も度々見受けられる。
通常、鬼は長命のために成長速度が遅いが、華・神楽・京也の三人のみ人間とほぼ同等の速度で成長している。
土佐塚京也（とさづか　きょうや）
桃子と響の長男で、神楽・華とは幼馴染。外見だけでなく、気性や毒を使用するところも響譲りである。
両親からは放任気味に育てられ、外国で免許をとるなど、様々な技能を持っている。豪快で面倒くさがり屋、かつ自身の実験に他人を巻き込むなど奔放な性格。
母である桃子には頭が上がらない。また、桃子から事あるごとに「神無の子供を守れ」と言われており、「自分の息子よりも親友の子か」と言いつつ、幼馴染の二人のことをとても大切に思っている。

## 用語
刻印（こくいん）
鬼が己の花嫁に刻む印。外見に関係なく異性を魅了する独特な芳香を放っており、その強さは刻印を刻んだ鬼の強さに比例する。
庇護翼（ひごよく）
鬼の花嫁を護る役割を担う護衛役。離れた場所に居ても花嫁の呼びかけに応じて瞬時に飛んで来られる。刻印の芳香に惹かれる男達の手から花嫁を護る事が主な役目だが、神無の場合は華鬼が彼女の存在すら庇護翼に知らせず、護らせなかった為、結果として神無は鬼ヶ里へ向かうまで庇護翼に護られず、悲惨な日々を送る羽目になった。

## 既刊一覧

### 単行本
- 梨沙（著）・カズキヨネ（イラスト）『華鬼』 イースト・プレス〈レガロシリーズ〉、全5巻
  1. 2007年7月31日発売[4]、ISBN 978-4-87257-795-2
  2. 2008年10月18日発売[5]、ISBN 978-4-87257-983-3
  3. 2009年4月16日発売[6]、ISBN 978-4-7816-0103-8
  4. 2009年7月16日発売[7]、ISBN 978-4-7816-0181-6
  5. 2011年3月11日発売、ISBN 978-4-7816-0583-8

### 文庫版
- 梨沙（著）・カズキヨネ（イラスト）『華鬼』 講談社〈講談社文庫〉、既刊4巻（2018年5月15日現在）
  1. 2017年9月13日発売[8]、ISBN 978-4-06-293637-8
  2. 2017年10月13日発売[9]、ISBN 978-4-06-293752-8
  3. 2018年4月13日発売[10]、ISBN 978-4-06-293873-0
  4. 2018年5月15日発売[11]、ISBN 978-4-06-293874-7

## 映画
「華鬼×神無編」「麗二×もえぎ編」「響×桃子編」の三部作になっている。

### キャスト（映画）
- 木籐華鬼 - 荒木宏文[12][13][14]
- 朝霧神無 - 逢沢りな[12][13][14]
- 高槻麗二 - 細貝圭[12][13][14]
- 佐原もえぎ - 川村ゆきえ[12][13][14]
- 堀川響 - 村井良大[12][13][14]
- 土佐塚桃子 - 加護亜依[12][13][14]
- 須澤梓 - 夏目鈴
- 士都麻光晴 - 渡辺大輔[12][13][14]
- 早咲水羽 - 栩原楽人[12][13][14]
- 貢国一 - 三浦力[12][13][14]
- 江島四季子 - 滝裕可里[12][13][14]
- 鳥羽伊織 - 五十嵐令子[12][13][14]
- 朝霧早苗 - 遊井亮子[12][13][14]
- 渡部浩子 - 西平風香

### スタッフ（映画）
- 原作 - 梨沙『華鬼』（イースト・プレス）[12][13][14]
- 主題歌 - +Plus「笑顔の君に」（ポニーキャニオン）
- 監督 - 寺内康太郎[12][13][14]
- 助監督 - 永江二朗[12][13][14]
- 脚本 - 寺内康太郎、佐上佳嗣、古澤健[12][13][14]
- 撮影 - 猪本雅三[12][13][14]
- 編集 - 福井鶴[12][13][14]
- 美術 - 早川りゅうじ[12][13][14]
- 録音 - 山本浩資、宋晋瑞[12][13][14]
- 音楽 - くぼたあきゆき[12][13][14]
- VFXスーパーバイザー - 鹿角剛司
- アクション監督 - 小原剛、南辻史人[13]
- プロデューサー - 今川大、南條昭夫、上野境介、渡辺太紀乃、板橋明久、土田一登、平松義行、及川淳[12][13][14]
- 製作担当 - 和田紳助[12][13][14]
- 制作プロダクション - トルネードフィルム
- 製作 - 「華鬼」製作委員会（フジテレビジョン、ポニーキャニオン、ジョリー・ロジャー、マルチバイブレーション、ダブルアップエンタテインメント、石川テレビ放送、フォーティックデザイン）[12][13][14]
- 配給 - ジョリー・ロジャー[12][13][14]

## 舞台
2010年7月2日 - 7月11日に、池袋シアターグリーンBIG TREE THEATERで上演。2011年3月21日 - 3月27日には博品館劇場で再演された。

### キャスト（舞台）
初演キャスト　/　再演キャスト
- 木籐華鬼 - 林明寛
- 朝霧神無 - 葉月あい
- 早咲水羽 - 久保翔　/　土屋シオン
- 士都麻光晴 - 長谷部恵介
- 堀川響 - 小澤亮太　/　落合モトキ
- 高槻麗二 - 荒井敦史　/　鈴木拡樹
- 土佐塚桃子 - 三田村春奈
- 江島四季子 - 三浦由衣
- 貢国一 - 宮寺貴也　/　鯨井康介

初演
- 高杉勝也 - 増山祥太
- 柳原美和 - 服部翼
- 米原真美 - 仲原舞
- 渡瀬 - 平野良

再演
- タマグシ - 今野良太郎
- 律 - 井深克彦
- 由紀斗 - 宮寺貴也
- 木下真琴 - 増山祥太
- 関根ユナ - 仲原舞
- カガミ - 小谷嘉一（+Plus）
- ツルギ - マコト（ドレミ團）
- アンサンブル - 根橋健、熊谷健、本木翔太、石井晶子、藤井瑞紀、村上七重

### スタッフ（舞台）
- 原作 - 梨沙『華鬼』（イーストプレス刊）
- 脚本 - 小野寺綾
- 演出 - 岡本貴也

## ゲーム

### 主題歌（本編）
オープニングテーマ「運命の華」
作詞 - 室生あゆみ / 作曲・編曲 - 吉野ユウヤ / 歌 - 結香
エンディングテーマ「華」
作詞・歌 - 山本琴乃 / 作曲・編曲 - 羽島亨

### 主題歌（ファンディスク）
オープニングテーマ「奇跡の華」
作詞 - ／作曲・編曲 - ／歌 - 結香
エンディングテーマ「ずっと×3」
作詞 - ／作曲・編曲 - ／歌 - 天乙准花

### キャスト（ゲーム）
- 木籐華鬼 - 前野智昭
- 高槻麗二 - 野島裕史
- 士都麻光晴 - 興津和幸
- 早咲水羽 - 梶裕貴
- 堀川響 - 鈴村健一
- 貢国一 - 伊藤健太郎
- 渡瀬 - 小嶋一成
- 佐原もえぎ - 篠宮沙弥
- 土佐塚桃子 - ミルノ純
- 江島四季子 - 飯田奈保美
- 外尾忠尚 - 上田燿司
- 朝霧早苗 - 高橋あみか

### スタッフ（ゲーム）
- キャラクター原案 - カズキヨネ
- 原画 - 雪野奏介
- シナリオ - 梨沙

## ドラマCD
- 華鬼 〜恋い初める刻 永久の印〜 ドラマCD 「神無のホストクラブ体験記」

2011年5月18日発売。PSP用ゲームを元に、原作者の梨沙による書き下ろしシナリオとなっている。
- 華鬼 〜恋い初める刻 永久の印〜 ドラマCD 「スノウガーデン」

2012年1月18日発売。原作者の梨沙による書き下ろしシナリオ。

### キャスト（ドラマCD）
- 木籐華鬼 - 前野智昭[16][17]
- 高槻麗二 - 野島裕史[16][17]
- 士都麻光晴 - 興津和幸[16][17]
- 早咲水羽 - 梶裕貴[16][17]
- 堀川響 - 鈴村健一[16][17]
- 貢国一 - 伊藤健太郎[16][17]